# 伊达尔-奥伯施泰因
伊达尔-奥伯施泰因（德語：Idar-Oberstein，發音：[ˌiːdaːɐ̯ ˈʔoːbɐˌʃtaɪn] ⓘ）是德国莱茵兰-普法尔茨州比肯费尔德县的城市，位于纳厄河畔，面积91.58平方千米，2023年12月31日人口为29,158人。伊达尔-奥伯施泰因是德国西南部洪斯吕克山地区最大的城市。

## 友好城市
- 法國 阿希库尔（1966年）
- 法國 莱米罗（1971年）
- 英国 马盖特（1981年）
- 捷克 图尔诺夫（2006年）